# Kiril Panteleyev
Kiril Panteleyev –en ruso, Кирилл Пантелеев– (2004) es un deportista ruso que compite en gimnasia en la modalidad de trampolín. Ganó dos medallas en el Campeonato Mundial de Gimnasia en Trampolín de 2021, oro en el equipo mixto y bronce por equipo.

## Palmarés internacional
| Campeonato Mundial | Campeonato Mundial | Campeonato Mundial | Campeonato Mundial |
| Año                | Lugar              | Medalla            | Prueba             |
| ------------------ | ------------------ | ------------------ | ------------------ |
| 2021               | Bakú (Azerbaiyán)  | Medalla de oro     | Equipo mixto       |
| 2021               | Bakú (Azerbaiyán)  | Medalla de bronce  | Equipo             |